# Нефтепровод Балаханы — Чёрный город
Нефтепрово́д Балаханы — Чёрный город (азерб. Balaxanı–Qara şəhər neft kəməri) — первый нефтепровод Российской империи, построенный осенью 1878 года на нефтепромыслах Апшеронского полуострова в районе Баку по заказу братьев Нобель — Роберта и Людвига под техническим руководством Людвига Нобеля. 
Трубопровод соединил район нефтедобычи Балаханского месторождения на Апшеронском полуострове и нефтеперерабатывающие заводы Чёрного города на окраине Баку (Бакинская губерния, современный Азербайджан). Введён в эксплуатацию в конце 1878 года. 

## История

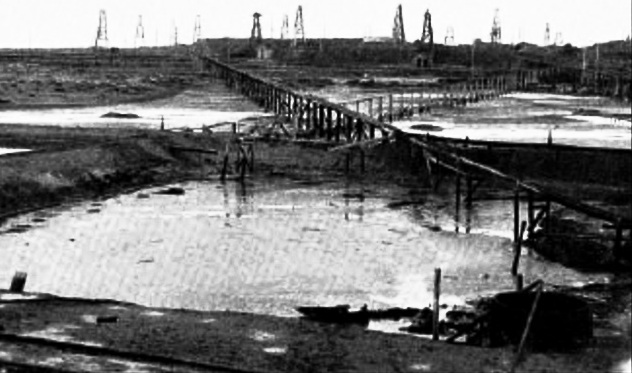
Первый в России нефтепровод Балаханы — Черный город

После того, как Роберт Нобель начал перерабатывать нефть с Балаханского месторождения, он понял, что транспортировка в бочках медленная, дорогая и грязная. Летом 1876 года по результатам поездки на Апшеронский полуостров его брат Людвиг Нобель, активно включившийся в работу в Баку, написал аналитическую записку «Взгляд на бакинскую нефтяную промышленность и её будущность», в которой определил следующие направления работы: отказ от транспортировки нефти гужевым транспортом (арбами в бурдюках и бочках) и строительство нефтепроводов от промыслов до нефтеперегонных заводов; сооружение железных резервуаров для хранения нефти и нефтепродуктов; более широкое использование нефтяных остатков (мазута) для отопления и газового производства; коренное улучшение качества керосина; внедрение наливной перевозки нефти в вагонах-цистернах, речных и морских судах; создание разветвленной структуры для хранения и сбыта нефтепродуктов в России. 
После отказа других Бакинских нефтепромышленников участвовать в проекте, фирма Нобелей реализовала его самостоятельно. Проектирование и строительство трубопровода началось в 1877 году. Братья Нобель с большим трудом добились землеотвода, в США и Великобритании были заказаны трубы, насосы и другие материалы для постройки нефтепровода. В том же году Л.Э. Нобель привлек к сотрудничеству инженера А. В. Бари, вернувшегося в Россию из США. Он командирует его в Америку для закупок, сбора информации о устройстве американских нефтяных месторождений и найма квалифицированного персонала. (В упоминаемой в этой связи фирме «Бари, Сытенко и Ко» компаньоном был В.В. Бари, брат А.В. Бари, и она не имела отношения к строительству трубопровода). 
Нефтепровод был построен к осени 1878 года. До конца года по нему было перекачано 841 150 пудов (около 13 779 тонн) нефти, а в течение 1879 года 5 585 324 пудов (91 487 тонн), стоимость перевозки одного пуда снизилась до 9 раз и строительство полностью окупило себя за один год. В результате строительства нефтепровода тысячи перевозчиков бочек потеряли работу, что вызвало сопротивление, вредительство и поджоги со стороны владельцев гужевого транспорта на бакинских нефтепромыслах. Для защиты нефтепровода были построены многочисленные караульные будки.

Оценив открывающиеся перспективы получения следующих подрядов, Бари вспоминает о молодом инженере Владимире Григорьевиче Шухове и приглашает его к совместной работе в Баку. Шухов оставляет службу на железной дороге и прибывает туда только осенью 1878 года, как раз к моменту запуска первого российского трубопровода. Позднее сам Шухов писал о первых трубопроводах:  
«Въ окрестностяхъ Баку … существуеть нѣсколько нефтепроводовъ, построенныхъ исключительно изъ американскихъ матеріаловъ и по американскимъ даннымъ»

«Первый Н. в окрестностях Баку был построен инженером А. В. Бари для товарищества братьев Нобель в 1878 г.; диаметр его 3 дюйма, длина 8 1/2 верст. Второй Н. был построен им же для Г. М. Лианозова в 1879 г.; диаметр его 3 дюйма, длина 11 1/2 верст.»
Как видно из хронологии событий, сам Шухов просто не успевал участвовать в проектировании и строительстве первого российского нефтепровода.
Работая в Баку вместе с А.В. Бари на строительстве первых нефтепроводов, Шухов разработал основы первой в мире научной теории и практики проектирования наиболее экономичных нефтепроводов, строительства и эксплуатации магистральных трубопроводов. В статье «Нефтепроводы» (1884) и в книге «Трубопроводы и их применение в нефтяной промышленности» (1894) Шухов привёл точные математические формулы для описания процессов протекания по трубопроводам нефти и мазута, создав классическую теорию нефтепроводов.  
С вводом в действие первого нефтепровода расходы на доставку нефти с промыслов до нефтеперерабатывающего завода на окраине Баку сократились более, чем в 5 раз. Уже в 1879 году вводится в эксплуатацию второй нефтепровод «Балаханы — Чёрный город» протяженностью 12,9 км, диаметром 70 мм, а затем еще три: «Балаханы — Сураханский завод», «Сураханский завод — Зыхская коса» и «Балаханы — Чёрный город»[уточнить].  